# 得本輝人
得本 輝人（とくもと てるひと、1941年7月18日 - 2009年4月5日）は、昭和から平成時代の労働運動家。

## 経歴
鹿児島県生まれ。1965年京都大学経済学部卒業。トヨタ自動車工業（1982年トヨタ自動車）に入社。1969年トヨタ労組執行委員。1976年自動車総連事務局長。1985年全民労協副議長。1986年全トヨタ労連中央執行委員長、自動車総連会長（1998年まで）、金属労協副議長。1987年民間連合初代副会長。1989年連合初代副会長。1990年金属労協議長（2000年まで）。
財団法人中部産業・労働政策研究会（中部産政研）初代副理事長、同理事、政治改革推進協議会（民間政治臨調）会長代理、全国労働組合生産性会議（全労生）副議長、同議長、財団法人国際労働財団（JILAF）理事長（2000年から2004年）、国家公務員倫理審査会委員（2002年から2007年）も務めた。2009年4月5日、腎不全のため東京都の病院で死去。67歳。